# Río Luangwa
El río Luangwa es un largo río del África austral, uno de los mayores afluentes del Zambeze y uno de los cuatro mayores ríos de Zambia. Tiene una longitud de 770 km y drena una gran cuenca de 145.700 km² (similar a países como Nepal o Bangladés).
El río crece considerablemente durante la estación de lluvias, de diciembre a marzo, y decrece mucho en la estación seca, a pesar de que es uno de los mayores ríos cuyo cauce es continuo de todo el sur de África. Su garganta, un paraíso de la biodiversidad, se extiende a través de 50.000 km².

## Geografía

### Nacimiento y cursos alto y medio
Existen diversas teorías acerca del verdadero nacimiento del Luangwa. Una de ellas afirma que nace en las montañas Mafinga y Liloda, al noreste de Zambia y cerca de las fronteras con Tanzania y Malaui, a una altitud de unos 1.500 metros. Desde allí fluye en sentido suroeste. A 150 kilómetros se topa con un obstáculo de 690 m, con lo que rompe en meandros durante varios kilómetros. Las curvas crecen durante 300 kilómetros, creando lagos en los cauces muertos. Cerca de Mfuwe atraviesa un valle que alcanza los 100 km de anchura, por el cual el río discurre y se seca, dejando piscinas aisladas durante la estación seca en algunas zonas.
Las partes alta y media de este valle son parte del parque nacional Luangwa Norte y del parque nacional Luangwa Sur, dos de las reservas naturales de Zambia y de las más importantes del continente africano. El río da vida a grandes comunidades de hipopótamos y cocodrilos; de hecho, el río conoce la mayor concentración de hipopótamos del mundo.
Además de ser una reserva de agua, los lagos aislados y las piscinas favorecen la diversidad de especies en otros sentidos. Los hipopótamos que viven allí se alimentan de la vegetación terrestre por las noches. Cuando están en el agua fertilizan las aguas, incrementando la población de peces que, a su vez, son el alimento de pájaros y cocodrilos. En la estación seca tanto los herbívoros como los depredadores se congregan cerca del río y los lagos, mientras que durante las lluvias se esconden entre la vegetación, más espesa, siendo difícilmente vistos.
Pasados 550 kilómetros desde el nacimiento el valle se divide en dos, al unirse con él la cuenca del Lukusashi, quedando un valle de 25 kilómetros de anchura al noroeste y un segundo de 15 km al sureste.
Mfuwe es la población más importante de esta zona, que vive del turismo y la industria y está dotada con un aeropuerto internacional. Existen multitud de otros asentamientos humanos, en su gran mayoría muy pequeños.

### Curso bajo
A los 600 kilómetros el río entra abruptamente entre unas colinas que se alzan 200 metros desde el lecho del valle, que se estrecha y se convierte en una garganta. A los 700 km se une con el río Lunsemfwa, que llega en sentido opuesto, y gira hacia el sur, al Gran Valle del Rift. Tras sólo 20 km sale de las colinas y entra en el ancho valle del Zambeze y sus meandros arenosos de 1,5 km de anchura se internan en una llanura aluvial, de 3–5 km de anchura, juntándose con el Zambeze en Luangwa.

## Barrera natural
La extensión del Valle del Rift por donde el pasa el Luangwa, así como el propio río y sus afluentes, forman una barrera natural escasamente poblada. La orografía y las reservas naturales han alejado de este lugar las calzadas, de manera que ninguna autopista cruza el valle entre las carreteras Lusaka-Kabwe al oeste y la Isoka-Chisenga al norte, separadas entre sí por 800 kilómetros. La Gran Carretera del Este lo atraviesa a unos 10 km de la unión de las aguas del Luangwa y el Lunsemfwa, únicamente, a través del llamado Puente Luangwa. El puente fue concebido como una estructura de acero de 300 metros de longitud en la época colonial (1932). En 1968 se derribó el primer puente y se construyó un segundo en el mismo sitio, con ayuda británica. Tiene una luz principal de 222 metros y dos más de 40. El puente tuvo que ser reparado en 1979 tras unos ataques desde Rodesia, y de nuevo recientemente con ayuda danesa.